# Zachary Donohue
Zachary Tyler Donohue (Hartford, 8 gennaio 1991) è un danzatore su ghiaccio statunitense che danza in coppia con Madison Hubbell, con cui è stato vicecampione mondiale nel 2018, oltre ad avere vinto un Campionato dei Quattro continenti nel 2014 e una finale del Grand Prix nella stagione 2018-19.

## Biografia
Donohue ha fatto il suo debutto internazionale durante la stagione 2008-09 danzando insieme a Piper Gilles. Nel 2011 forma una nuova coppia insieme a Madison Hubbell, piazzandosi quinto ai Campionati dei Quattro continenti di Colorado Springs 2012 e in seguito decimo ai Mondiali di Nizza 2012. 
Donohue e Hubbell si aggiudicano i Campionati dei Quattro continenti di Taipei 2014 avendo la meglio, con 158.25 punti, della coppia formata da Paul Poirier e dall'ex compagna Gilles (153.71 punti) passata nel frattempo a rappresentare il Canada. Nel 2018 si laureano per la prima volta campioni nazionali statunitensi e prendono poi parte alle Olimpiadi di Pyeongchang 2018 dove, totalizzando 187.69 punti, giungono quarti dietro i connazionali Maia e Alex Shibutani (medaglia di bronzo con 192.59 punti). Ai Mondiali di Milano 2018, con 196.64 punti totali, si piazzano secondi dietro Gabriella Papadakis e Guillaume Cizeron (207.20 punti), superando la coppia formata da Kaitlyn Weaver e Andrew Poje relegata al terzo posto (192.35 punti).
Durante la stagione 2018-19 si aggiudicano la finale del Grand Prix, il loro secondo titolo statunitense e la medaglia di bronzo ai Mondiali di Saitama 2019.

## Palmarès

### Con Hubbell
| Internazionali | Internazionali | Internazionali | Internazionali | Internazionali | Internazionali | Internazionali | Internazionali | Internazionali | Internazionali | Internazionali | Internazionali |
| Evento | 2011–12        | 2012–13        | 2013–14        | 2014–15        | 2015–16        | 2016–17        | 2017–18        | 2018–19        | 2019–20        | 2020–21        | 2021–22        |
| --- | -------------- | -------------- | -------------- | -------------- | -------------- | -------------- | -------------- | -------------- | -------------- | -------------- | -------------- |
| Giochi olimpici invernali |                |                |                |                |                |                | 4°             |                |                |                | 3°             |
| Campionati mondiali | 10°            |                |                | 10°            | 6°             | 9°             | 2°             | 3°             | C              | 2°             | 2°             |
| Quattro continenti | 5°             |                | 1°             |                | 4°             | 4°             |                | 4°             | 3°             | C              |                |
| GP Final |                |                |                |                | 6°             | 5°             | 4°             | 1°             | 3°             |                | C              |
| GP Cup of China |                |                |                |                |                |                |                |                |                |                | C              |
| GP Trophée Eric Bompard |                | 4°             |                | 3°             | 1°             | 2°             |                |                |                |                |                |
| GP d'Italia |                |                |                |                |                |                |                |                |                |                | 2°             |
| GP NHK Trophy |                |                |                |                | 3°             |                | 2°             |                |                |                |                |
| GP Skate America | 6°             |                | 4°             |                |                | 2°             |                | 1°             | 1°             | 1°             | 1°             |
| GP Skate Canada |                | 5°             | 3°             | 3°             |                |                | 3°             | 1°             | 2°             |                |                |
| CS U.S. Classic |                |                |                |                | 1°             | 1°             | 1°             | 1°             |                |                |                |
| CS Golden Spin |                |                |                | 1°             |                |                |                |                |                |                |                |
| CS Finlandia Trophy |                | 3°             |                | R              |                | 2°             |                |                |                |                |                |
| Nebelhorn Trophy | 1°             |                | 1°             |                |                |                |                |                |                |                |                |
| U.S. Classic |                |                |                |                |                |                |                |                |                |                | 1°             |
| Nazionali |                |                |                |                |                |                |                |                |                |                |                |
| Campionato statunitense | 3°             | 4°             | 4°             | 3°             | 3°             | 3°             | 1°             | 1°             | 2°             | 1°             | 2°             |
| Eventi a squadre |                |                |                |                |                |                |                |                |                |                |                |
| Giochi olimpici invernali |                |                |                |                |                |                |                |                |                |                | 1º S 1° P      |
| ISU World Team Trophy |                |                |                |                |                |                |                | 1° S 3° P      |                |                |                |
| R = Ritirati; C = Evento cancellato S = Risultato della squadra; P = Risultato personale. Medaglie assegnate solo per il risultato della squadra. |                |                |                |                |                |                |                |                |                |                |                |

### Con Alissandra Aronow
| Nazionali               | Nazionali |
| Evento                  | 2010–11   |
| ----------------------- | --------- |
| Campionato statunitense | 11°       |

### Con Gilles
| Internazionali             | Internazionali | Internazionali |
| Evento                     | 2008–09        | 2009–10        |
| -------------------------- | -------------- | -------------- |
| Campionati mondiali junior |                | 9°             |
| JGP Germania               |                | 3°             |
| JGP Ungheria               |                | 4°             |
| JGP Sud Africa             | 2°             |                |
| JGP Repubblica Ceca        | 1°             |                |
| Nazionali                  |                |                |
| Campionato statunitense    | 3° J           | 3° J           |
| J = Junior                 |                |                |